# Musulman

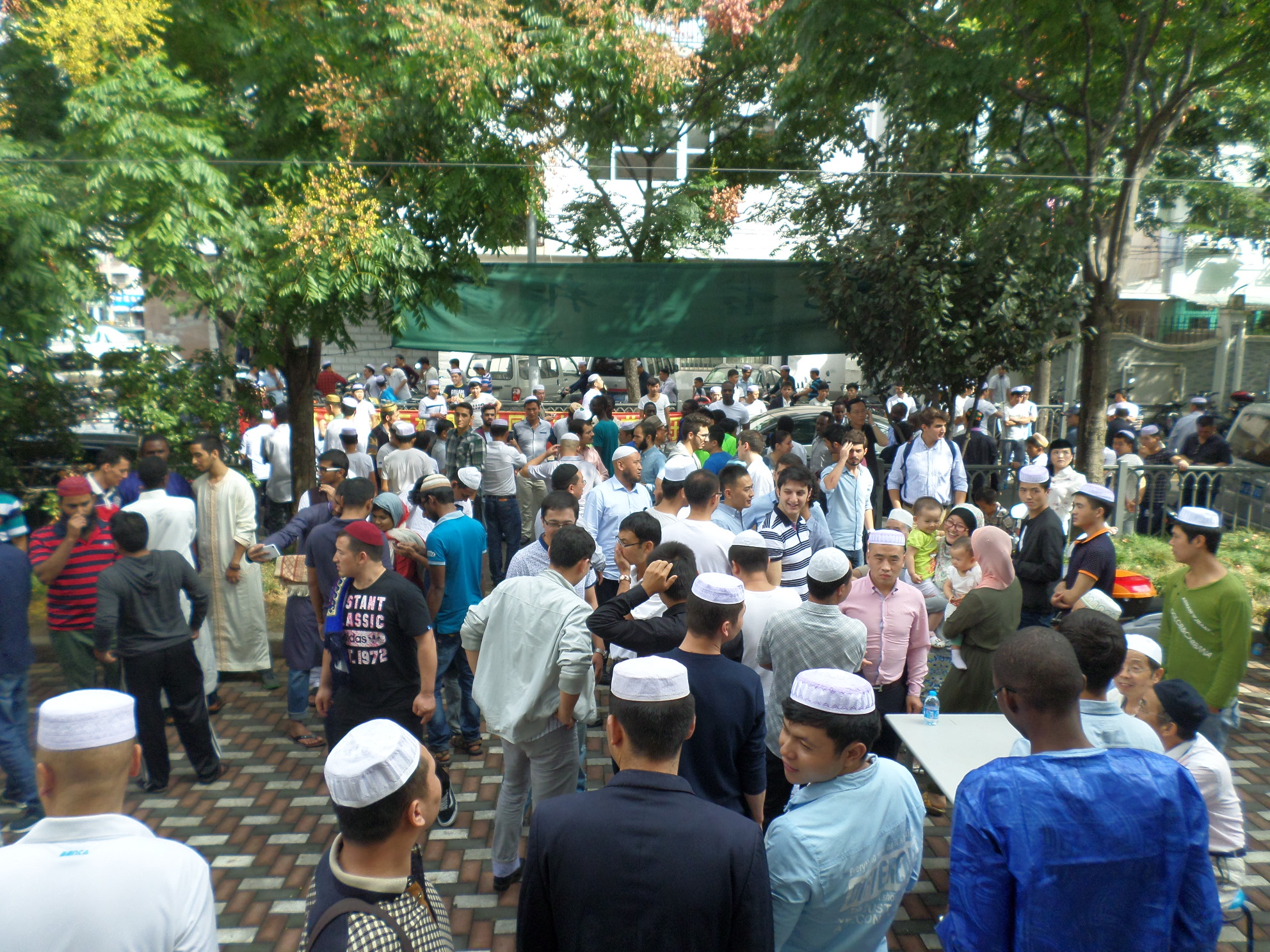
Musulmani

Populația musulmană în lume după procentaj (2010)

Musulmanul (în arabă مسلم‎‎ [muslim], feminin مسلمة‎ [muslimat]) este o persoană adeptă a religiei Islam, o religie monoteistă și avraamică bazată pe Coran. Musulmanii consideră Coranul a fi „cuvântul lui Dumnezeu”, așa cum i-a fost adresat profetului Mahomed. De asemenea, musulmanii urmează învățăturile și practicile lui Mahomed așa cum sunt scrise în hadith.
„Muslim” este cuvântul arab pentru „musulman” și înseamnă literalmente „cel care se supune (lui Dumnezeu)”.
Practicile religioase ale musulmanilor sunt enumerate în cei Cinci Stâlpi ai Islamului, care, suplimentar față de Șahada, constă din rugăciunile zilnice (salat), ținerea postului Ramadan, taxa de pomană de caritate (Zakat) și efectuarea pelerinajului către Mecca (hajj) cel puțin o dată în decursul vieții.

## Demografie
Circa 13% din musulmani trăiesc în Indonezia, cea mai mare țară musulmană din lume, 25% în Asia de Sud, 20% în Orientul Mijlociu și Africa de Nord, 2% în Asia Centrală, 4% în restul țărilor din Asia de Sud-Est și 15% în Africa Subsahariană. Comunități majore de musulmani pot fi întâlnite în China și Rusia. Țara cu cea mai mare proporție de musulmani auto-declarați este din totalul populației este Maroc.
Majoritatea musulmanilor sunt suniți – circa 75–90% din toți musulmanii. Al doilea și al treilea grup ca mărime sunt, Shia și Ahmadiyya, cu 10–20% și 1% respectiv. Cu circa 1,6 miliarde de adepți – aproape un sfert din populația Pământului, Islamul este a doua cea mai mare religie.